# Караванский тракт
Караванский тракт — древняя дорога, ведущая из Молдавии, Буковины через Сквирский уезд, Трилесы, Фастов, Мытницу современной Киевской области Украины в город Васильков, в котором соединялась почтовой дорогой c Киевом.
Исследователи относят возникновение караванского тракта к 90-м годам XVII века, когда администрацией Гетманщины был расширен путевой узел в Василькове.
В XVIII веке путь активно использовался караванами купцов, которые с востока двигались в направлении Галиции, Европы, Москвы, а также по этому тракту проходили валки чумаков с солью. Тракт упоминается в «Записках» польского этнографа Эдварда Руликовского.

## Другие определения
Автор сборника «Словарь киеведа» Пётр Семилетов определяет Караванский шлях как старинную дорогу «из Киева в Белогородку, Новоселки, Черногородку», которая за Поволожчей соединялась «с татарским Черным шляхом».